# Rhabdodemania birgittae
Rhabdodemania birgittae is een rondwormensoort uit de familie van de Rhabdodemaniidae. De wetenschappelijke naam van de soort is voor het eerst geldig gepubliceerd in 1976 door Jensen.